# 林肯律師學院

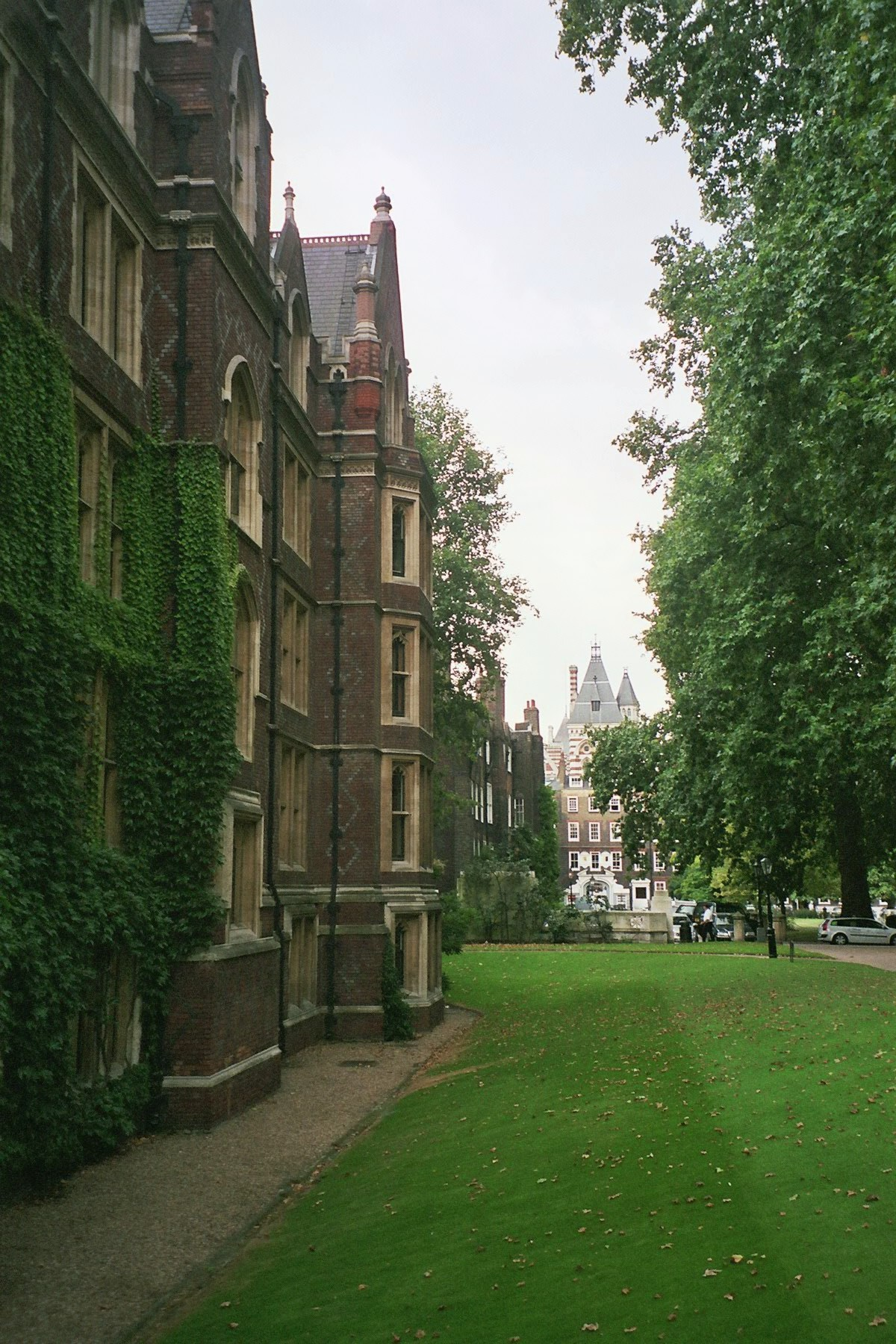
林肯律師學院

尊貴的林肯律師學院（英語：The Honourable Society of Lincoln's Inn），簡稱林肯律師學院（Lincoln's Inn），是英國倫敦四所律師學院之一，負責向英格蘭及威爾斯的大律師授予執業認可資格。林肯律師學院的歷史可上溯至公元14世紀至公元15世紀，學院名稱相信是以第三代林肯伯爵·亨利·德·萊西命名。
林肯律師學院座落於倫敦卡姆登自治鎮內的霍本（Holborn），接壤倫敦市和西敏市外圍，毗鄰皇家司法院，最就近的地鐵站是贊善里站。

## 著名校友

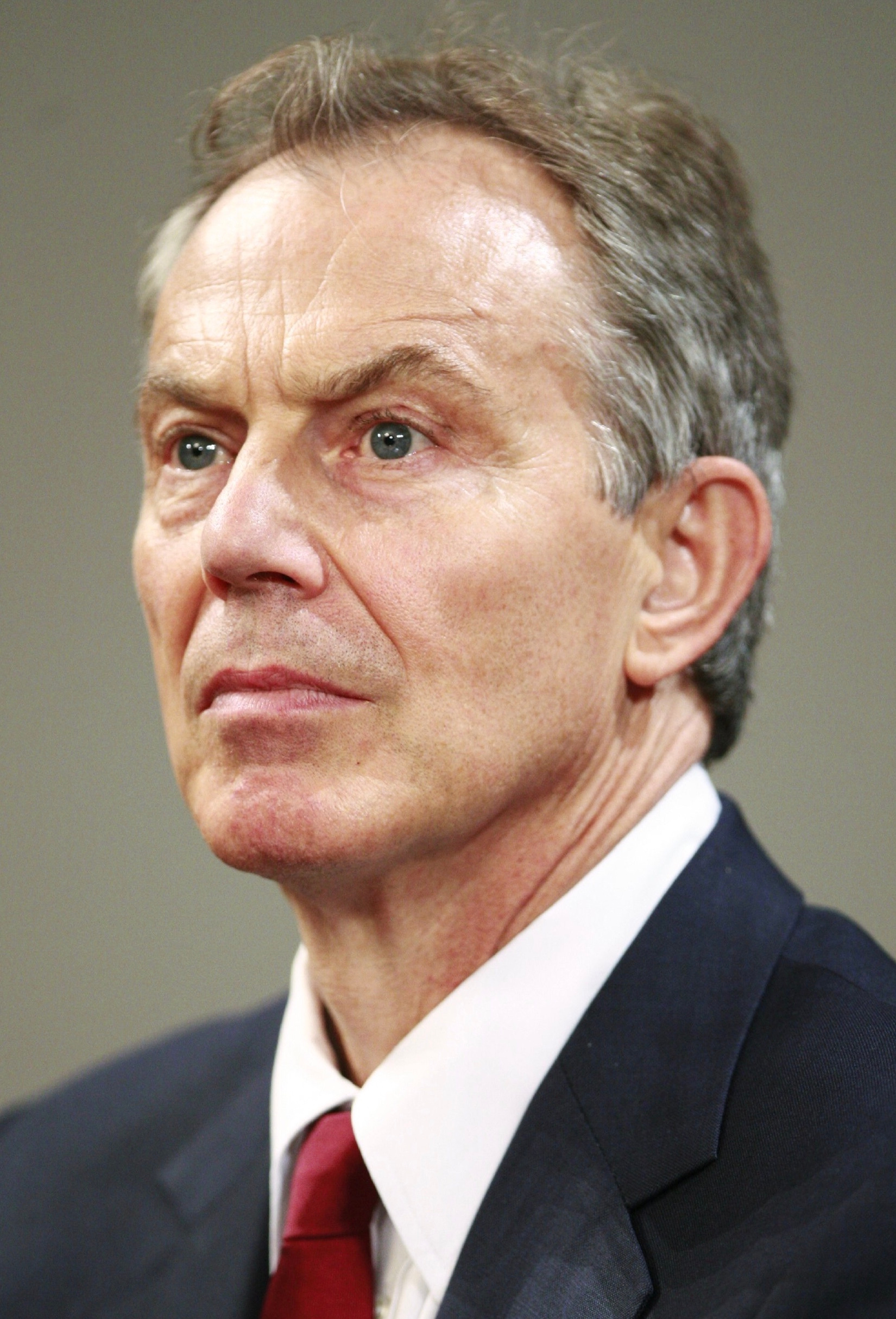
前英國首相東尼·布萊爾

- 東尼·布萊爾
- 伍廷芳
- 何啟
- 敦阿都拉萨
- 彭学良
- 李福善
- 李柱銘
- 戴啟思
- 施偉賢
- 張奧偉[1]

## 外部連結
- 官方网站

51°31′01.65″N 00°06′52.48″W / 51.5171250°N 0.1145778°W
1. ↑  .   [2022-09-26]. （原始内容存档于2022-09-29）.